# Ivo Kerdić
Ivo Kerdić (Davor, 19. svibnja 1881. – Zagreb, 27. listopada 1953.), hrvatski medaljer i kipar.

## Životopis
Školovao se u Zagrebu i Beču, radio kao cizeler u Parizu, a u Beču je nastavio školovanje i cizelirao srebrne predmete. Vratio se u Zagreb i radio kao predavač na Višoj školi za umjetnost i obrt. Vodio je ljavaonicu bronce pri Akademiji likovnih umjetnosti. Predavao na Akademiji obradu metala (1923. – 1947.). Izveo je mnogobrojne predmete primijenjene umjetnosti (vrčevi, pladnjevi, pepeljere, nakit ,rektorski lanac Zagrebačkog sveučilišta, lanac Velikoga meštra Družbe »Braće Hrvatskoga Zmaja« ), portrete, aktove i figuralne kompozicije. Iako se bavio gotovo svim kiparskim granama, najviše je dosege postigao u medaljarstvu. Pored medaljarstva, radovi su mu i glavni i bočni oltar crkve sv. Blaža u Zagrebu, oltar sv. Nikole Tavelića u crkvi sv. Ćirila i Metoda u Jeruzalemu. U Zagrebačkoj četvrti Trnje, Vrbik, na Miramarskoj cesti kbr. 100 nalazi se Kerdićevo raspelo. Tvorac je rektorskog lanca Zagrebačkog sveučilišta i lanca Velikog meštra Družbe "Braće Hrvatskog Zmaja". Kerdić je i tvorac dva odlikovanja NDH: Kolajne krune kralja Zvonimira i Kolajne poglavnika Ante Pavelića za hrabrost.

## Galerija
- Pieta na Mirogoju
- Dora Krupićeva, kip u Kamenitim vratima
- Raspelo u Zagrebu, Miramarska cesta 100
- Aleksandar Freudenreich i Ivo Kerdić- Izrada skulpture za Sokolsku mogilu u Zagrebu, oko 1926.

## Vanjske poveznice
- Kerdić, Ivo Hrvatska enciklopedija. LZMK
- LZMK / Hrvatski biografski leksikon: Kerdić, Ivo
- Ivan Mirnik: »Ivo Kerdić: umjetnik i njegov model« Peristil 51/2008 (71-88)
- Ivo Kerdić (1881-1953) – medalje i plakete iz fundusa Arheološkog muzeja u Zagrebu  Arhivirana inačica izvorne stranice od 20. rujna 2015. (Wayback Machine)